# Saint-Gilles-Vieux-Marché
Saint-Gilles-Vieux-Marché är en kommun i departementet Côtes-d'Armor i regionen Bretagne i nordvästra Frankrike. Kommunen ligger i kantonen Mûr-de-Bretagne som tillhör arrondissementet Guingamp. År 2022 hade Saint-Gilles-Vieux-Marché 315 invånare.

## Befolkningsutveckling
Antalet invånare i kommunen Saint-Gilles-Vieux-Marché
Referens:INSEE